# Château de Falkenstein (Palatinat)
Pour les articles homonymes, voir Falkenstein.

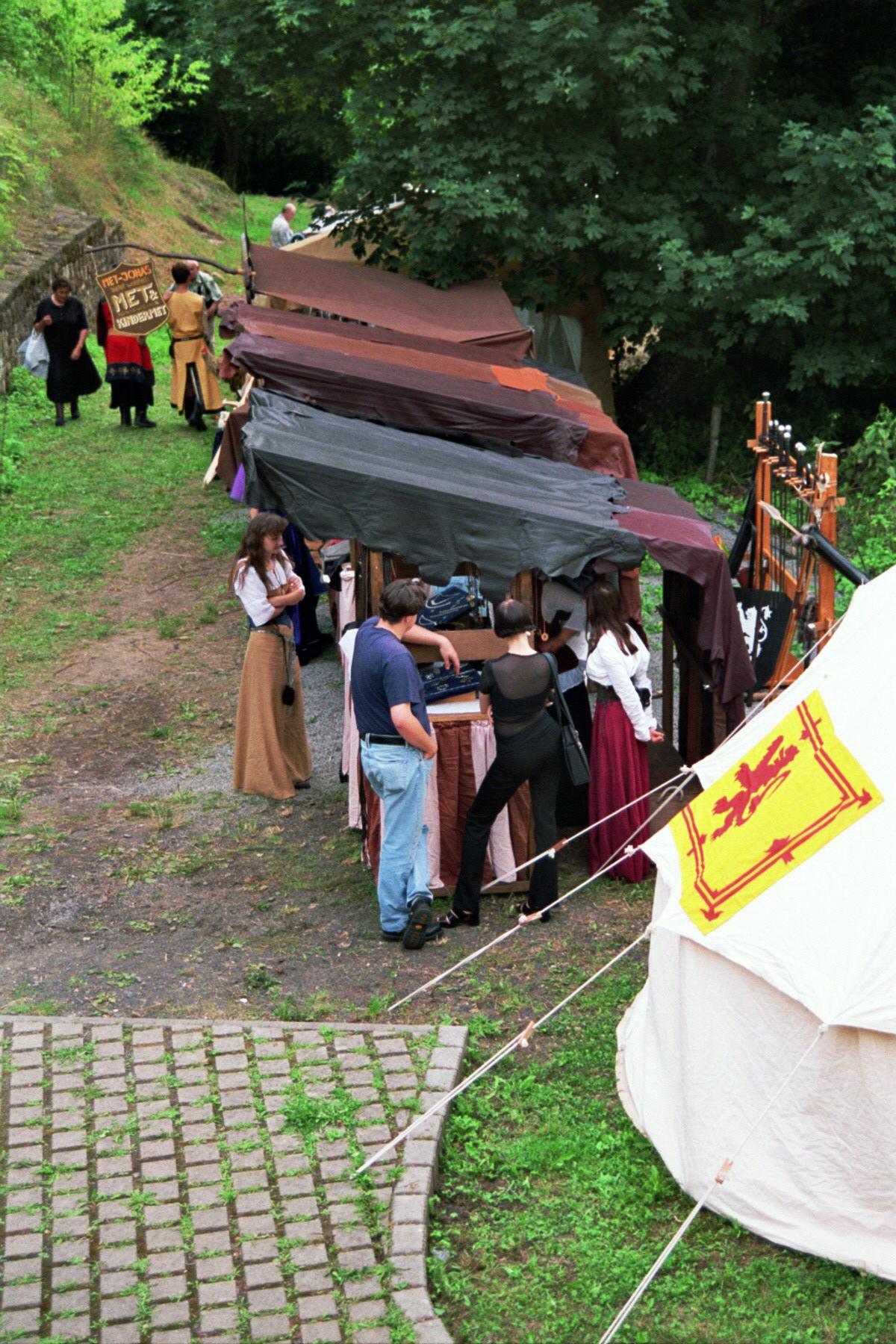
Marché médiéval près du château de Falkenstein

Le château de Falkenstein ou Burg Falkenstein est un château en ruines situé à Falkenstein en Rhénanie-Palatinat, près du Mont Tonnerre (en allemand Donnersberg), point culminant du Palatinat.

## Histoire
Falkenstein est mentionné pour la première fois en 1135, en tant que domaine des seigneurs de Falkenstein, une branche des seigneurs de Bolanden ; en 1233, le lieu est de nouveau propriété d'un Philippe Ier de Falkenstein. Après la mort sans descendance en 1255 du trésorier du Saint-Empire, le seigneur de Münzenberg (de), Philippe Ier de Falkenstein qui a épousé Isengard de Münzenberg prend sa suite comme trésorier du Saint-Empire et intendant de Trifels où étaient conservés les Regalia du Saint-Empire romain germanique ; il obtient le bailliage de Vettéravie, et Lich serait alors le centre de ses propriétés.
Au milieu du XIVe siècle, les Falkenstein se construisent le château de Neufalkenstein (de) dans le Taunus, et il est difficile de savoir de quel château il s'agit dans les chroniques de la famille ; en 1368, est cependant certainement mentionné un château de Falkenstein dans le Palatinat. À la mort de Werner de Falkenstein, archevêque de Trèves, l'héritage en revient aux descendants de ses sœurs, et passe donc aux familles de Virnebourg puis de Daun-Oberstein : ces derniers s’appelèrent ensuite Daun-Falkenstein (de).
Vers 1500 Uhland Ier reprend possession de l'emplacement du château-fort et le reconstruit. Les descendants vont acquérir le château de Bertholdstein près de la ville de Fehring en Styrie (Autriche) et demeureront là-bas par la suite.
Ensuite l'empereur Frédéric III le concède aux ducs de Lorraine.
En 1647, le Falkenstein est assiégé par les Français, qui le prennent d'assaut et le rasent.
En 1736, le château de Falkenstein revient avec le comté de Falkenstein (de) à la maison impériale des Habsbourg. En 1794, le château est de nouveau détruit par les Français pendant la Guerre de la première Coalition, et reste depuis lors en ruines, restaurées partiellement en 1979.

## État des ruines
En partie conservés sont le donjon, des vestiges des murs extérieurs de la maison seigneuriale, le mur d'enceinte et la citerne.

## Galerie

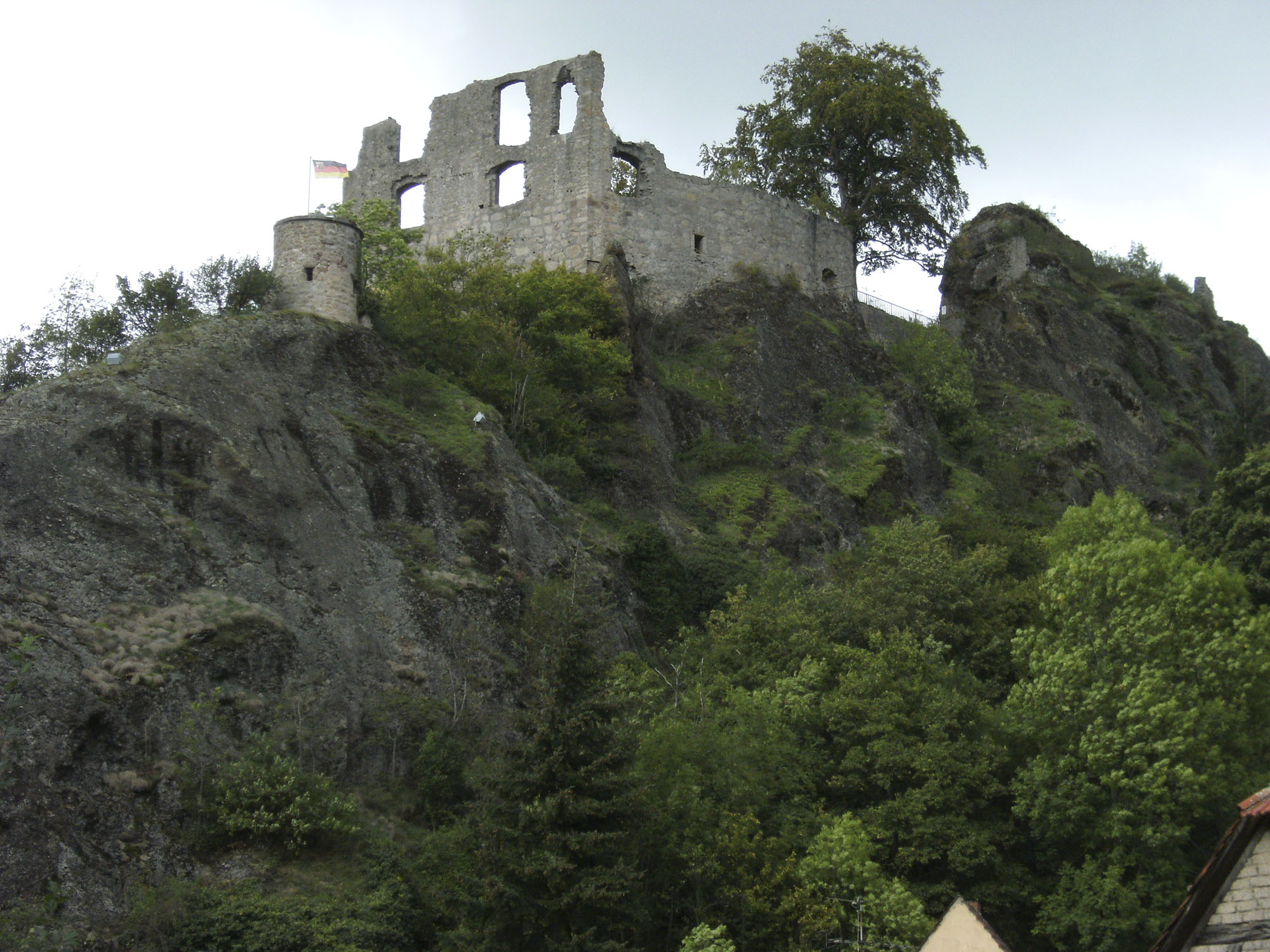
Côté sud
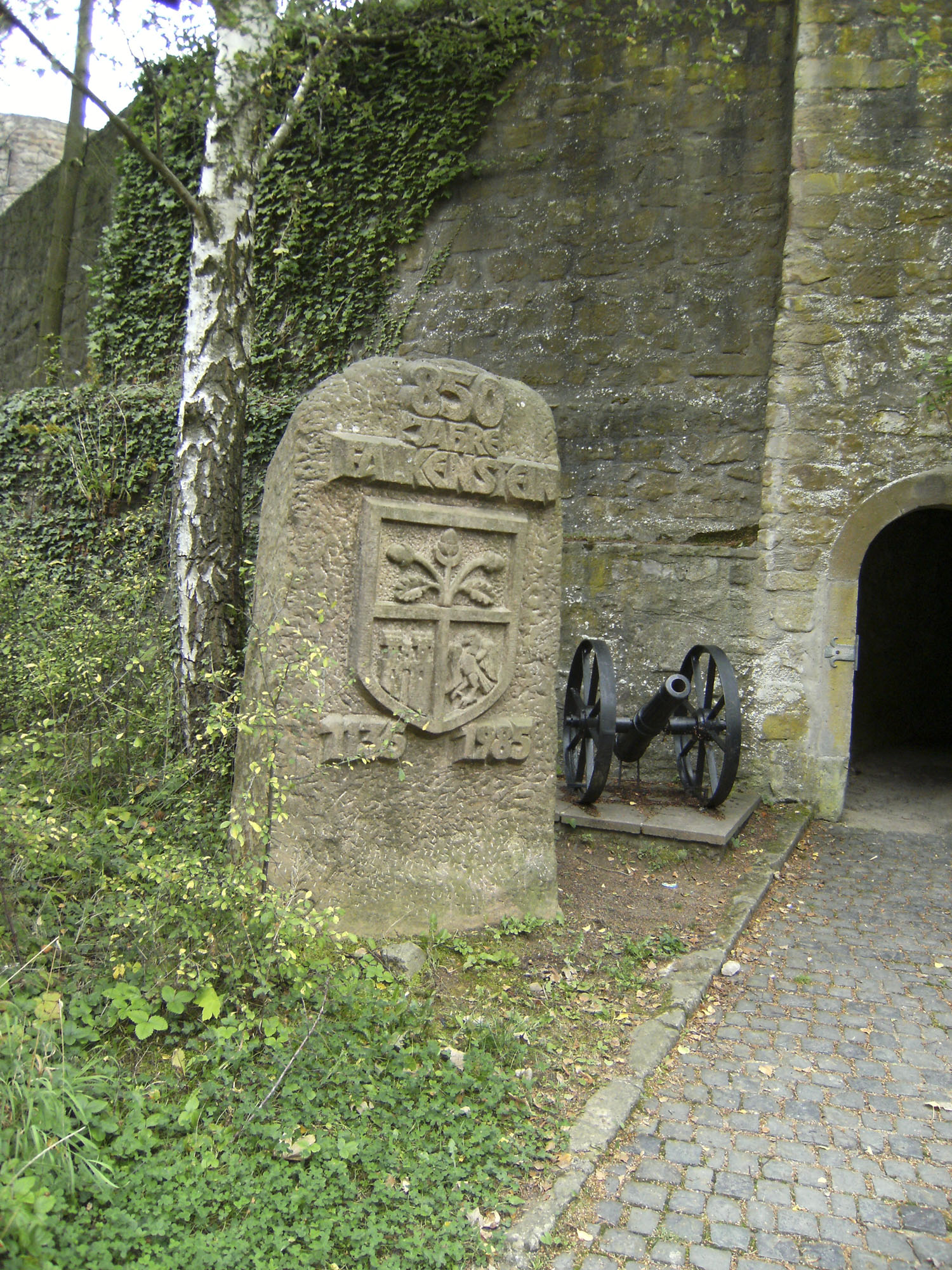
Mémorial des 850 ans de Falkenstein
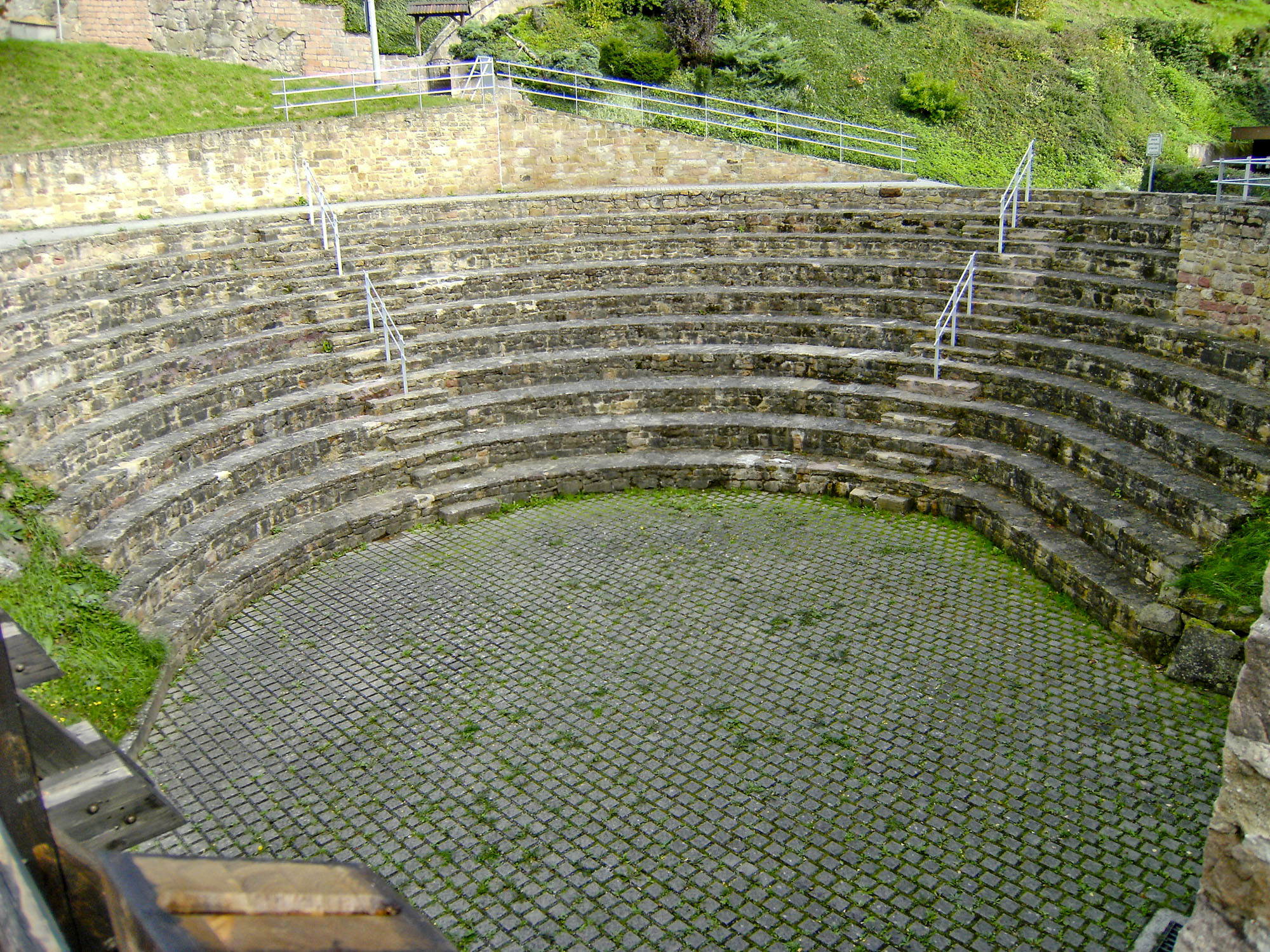
Amphithéâtre
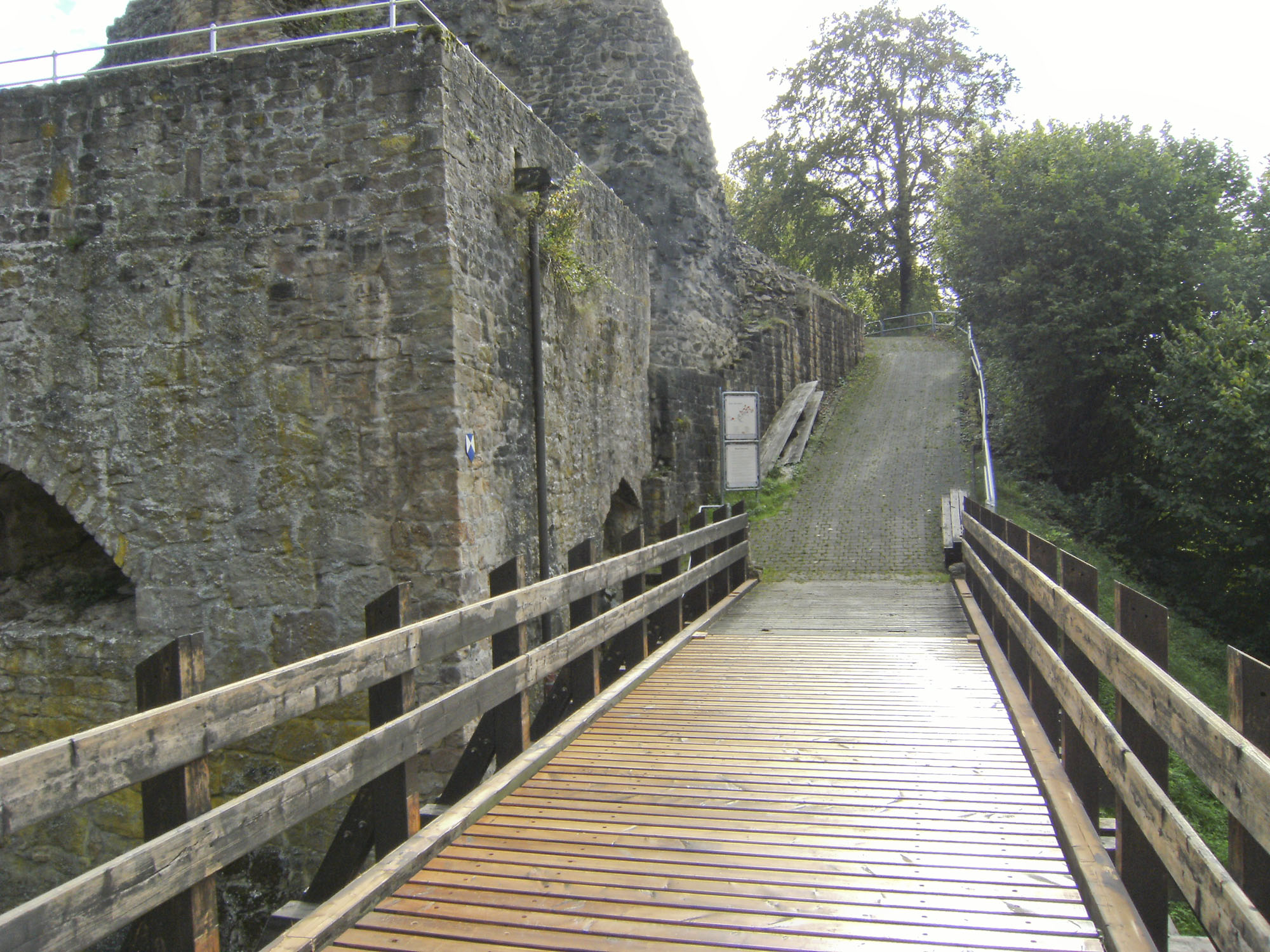
Entrée actuelle
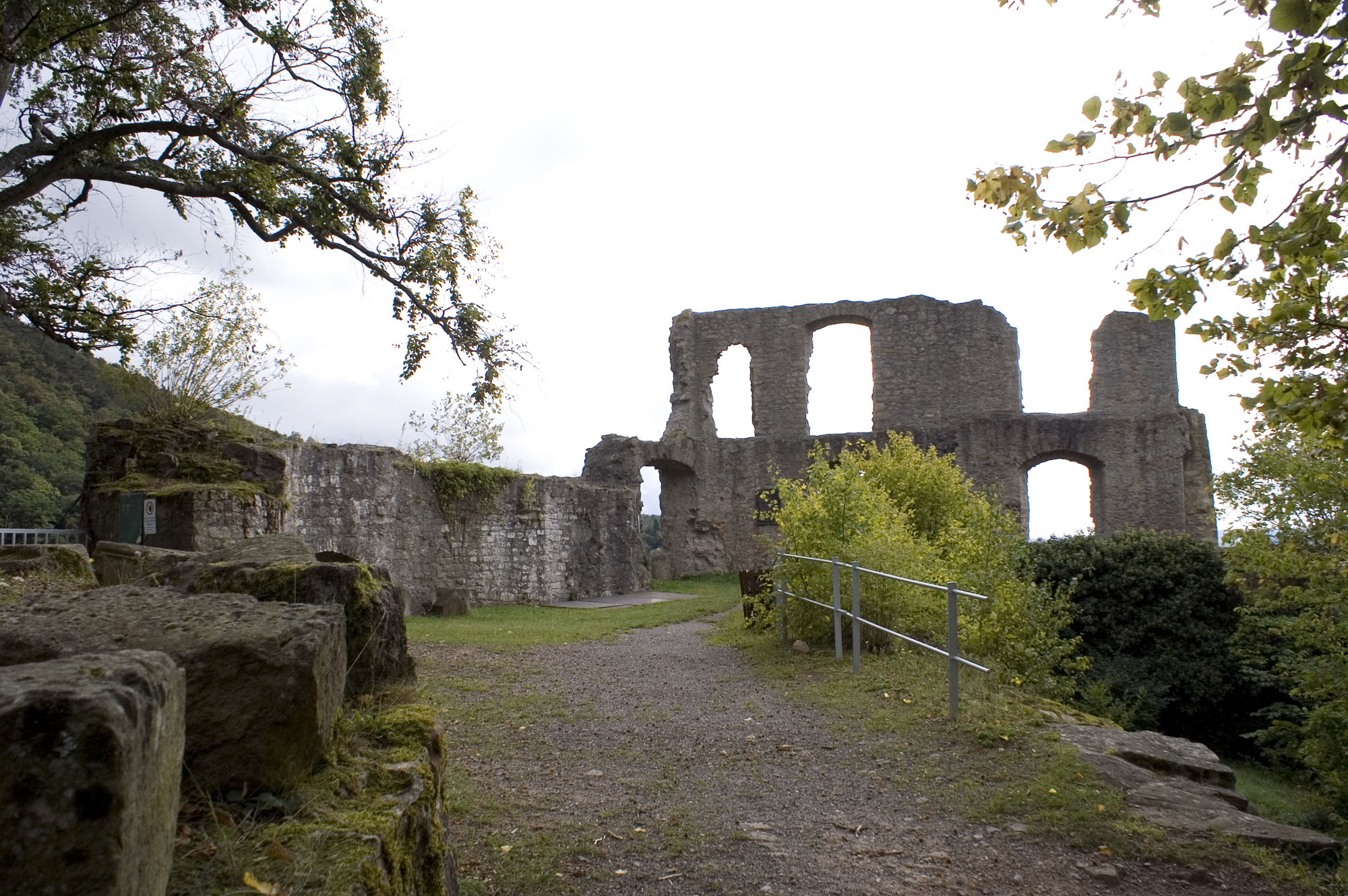
Cour intérieure
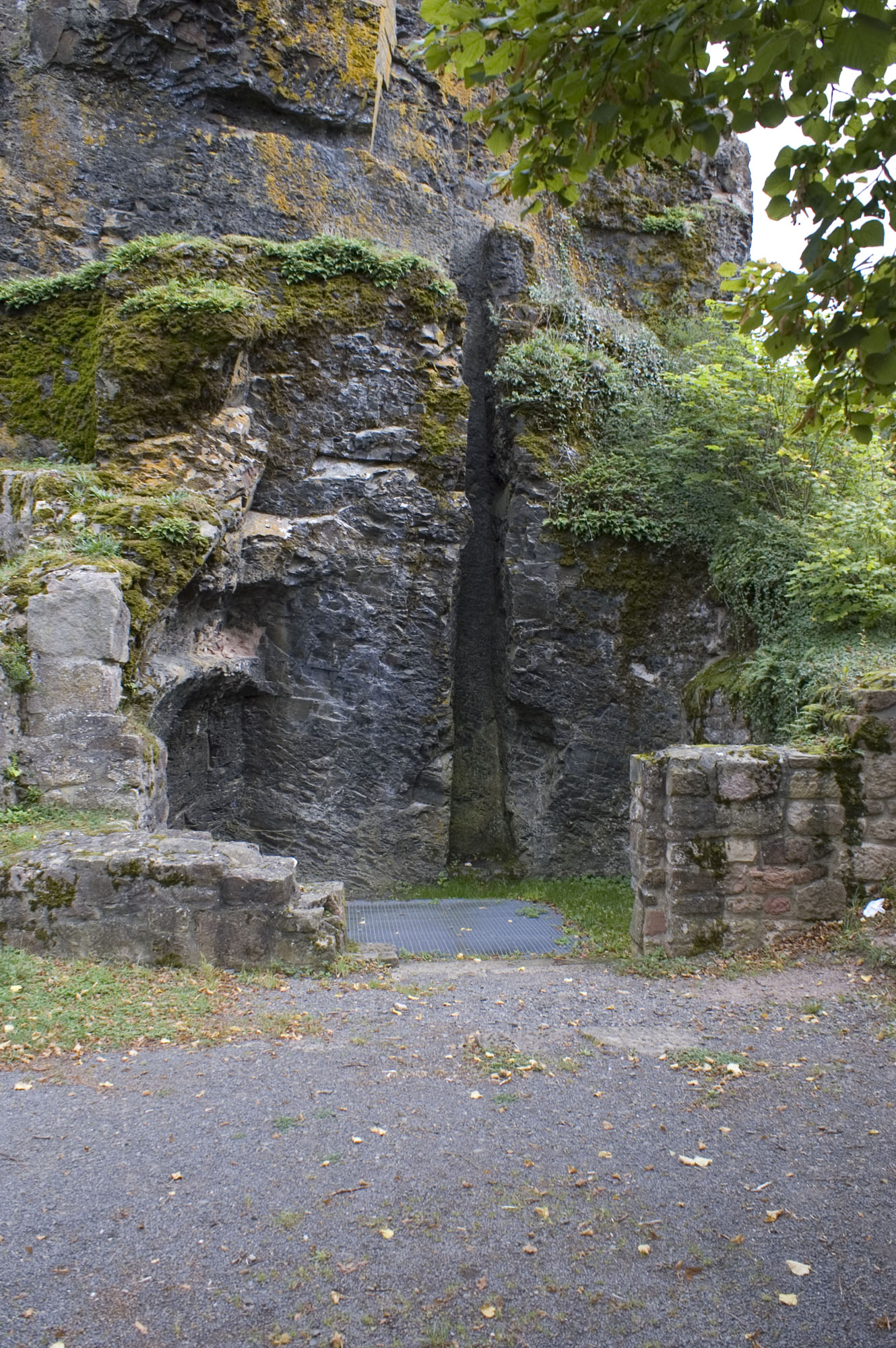
Citerne
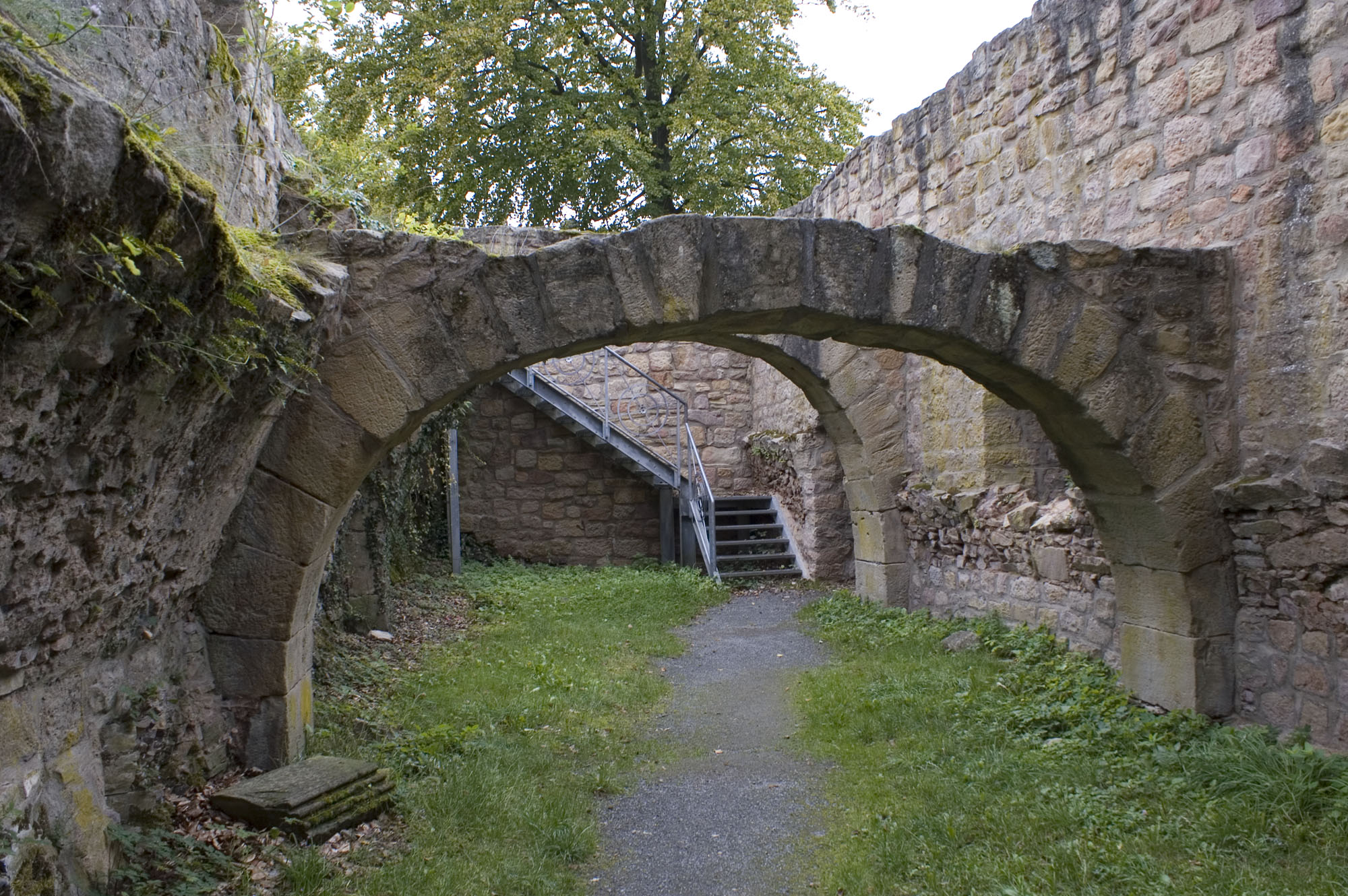
Vue intérieure
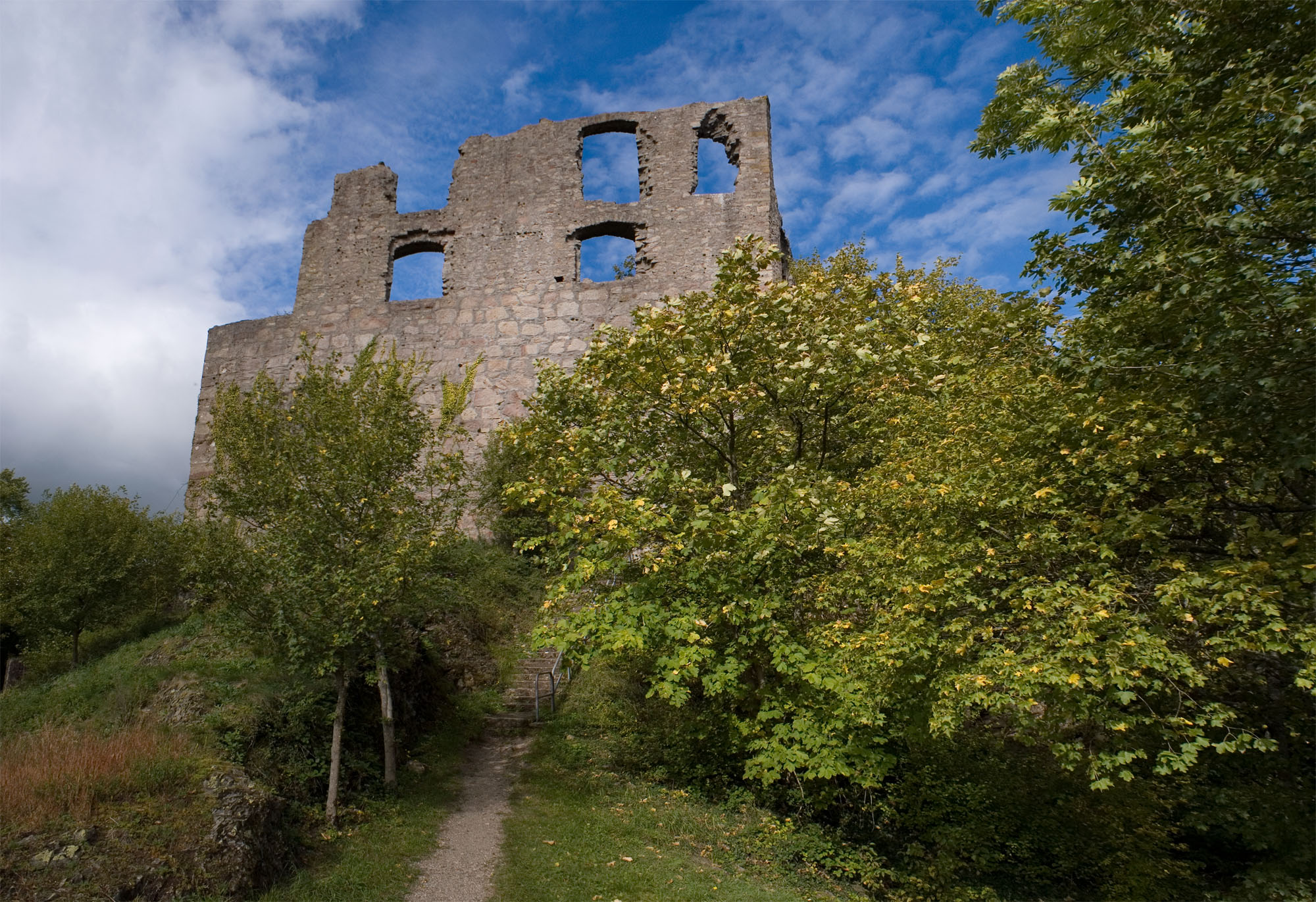
Vue sud-ouest de la maison seigneuriale
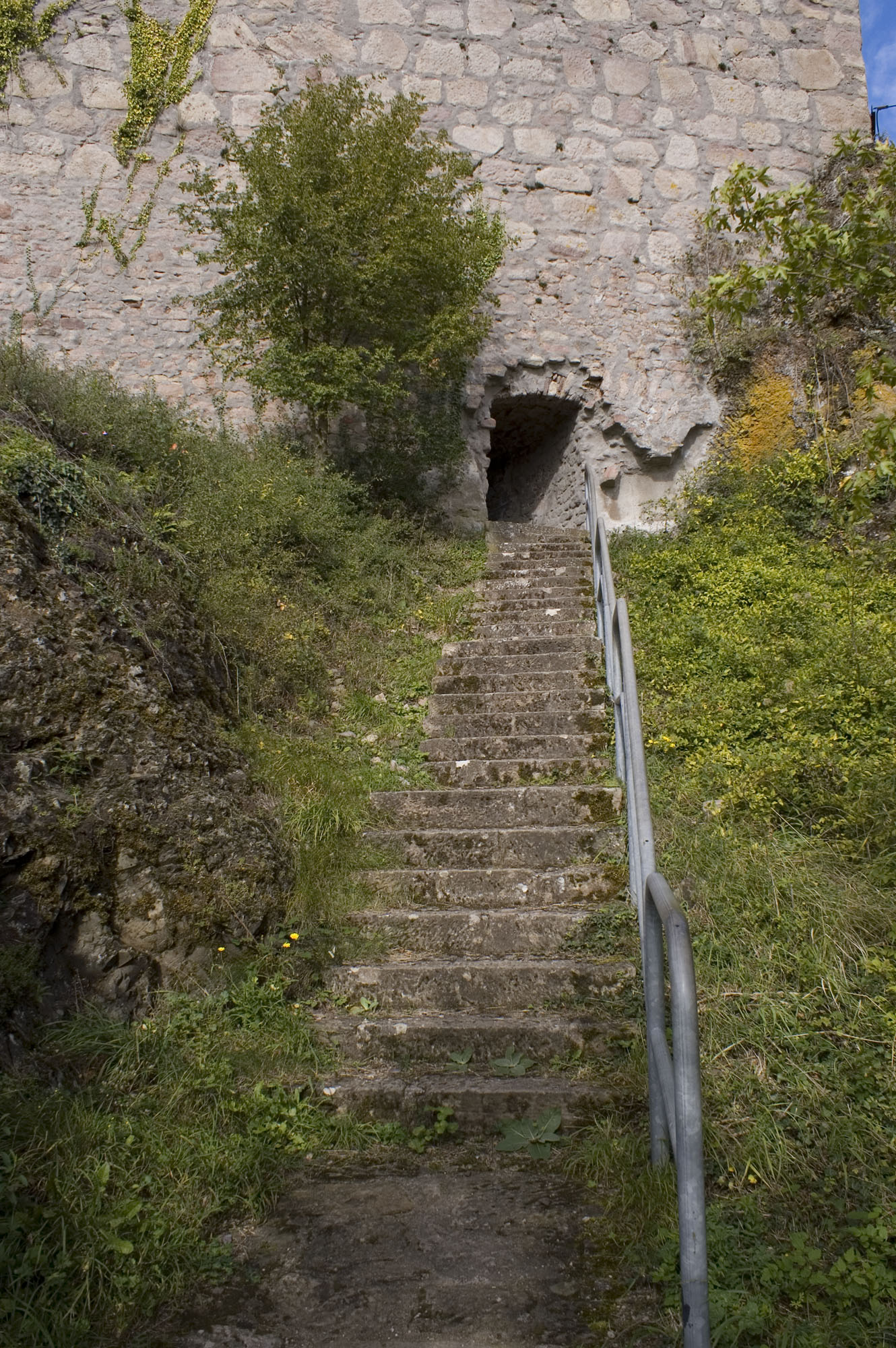
Escalier d'accès à la maison seigneuriale
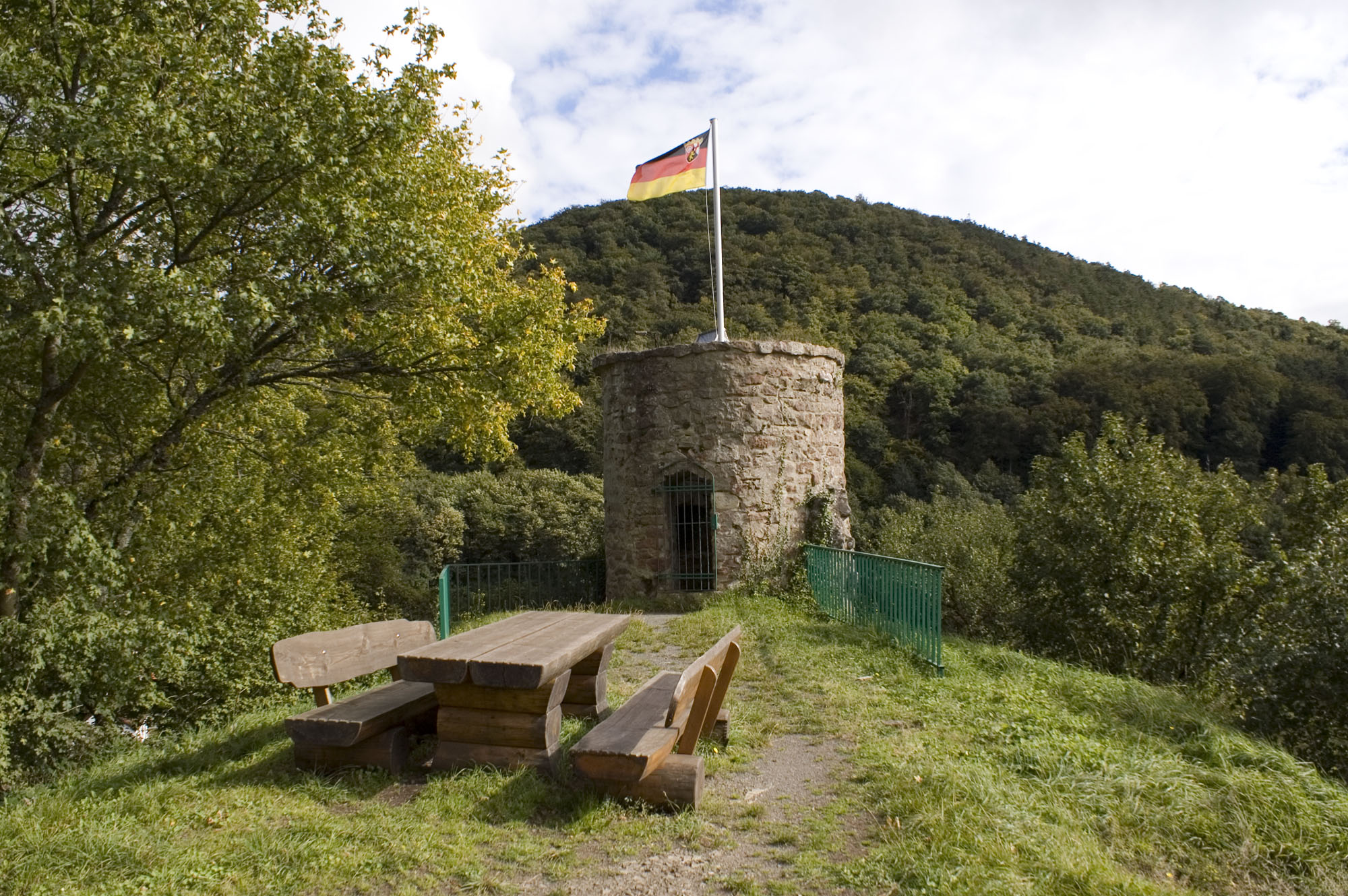
Tour de guet
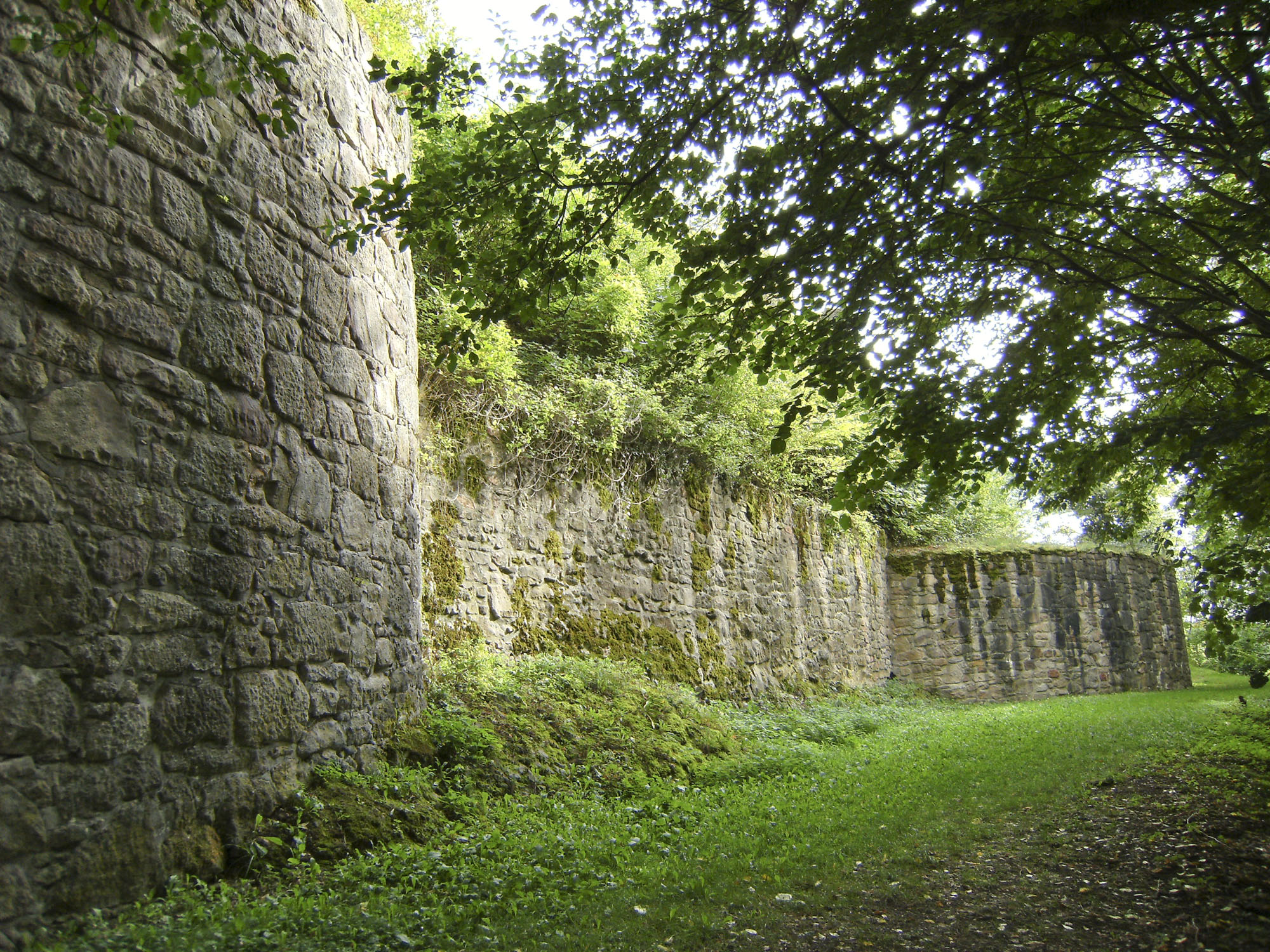
Mur d'enceinte

## Source de la traduction
- (de) Cet article est partiellement ou en totalité issu de l’article de Wikipédia en allemand intitulé « Burg Falkenstein (Pfalz) » (voir la liste des auteurs).